# Lichnanthe cooperi
Lichnanthe cooperi är en skalbaggsart som beskrevs av Horn 1867. Lichnanthe cooperi ingår i släktet Lichnanthe och familjen Glaphyridae. Inga underarter finns listade i Catalogue of Life.